# Loebelia crassicornis
Loebelia crassicornis is een vlinder uit de familie zakjesdragers (Psychidae). De wetenschappelijke naam van deze soort is voor het eerst geldig gepubliceerd in 1870 door Staudinger.
De soort komt voor in Europa.